# Quintus Flavius Egnatius Placidus Severus
Quintus Flavius Egnatius Placidus Severus (fl. 365) était un homme politique de l'Empire Romain.

## Vie
Quintus Flavius Egnatius Placidus Severus est le fils de Quintus Flavius Maesius Egnatius Lollianus signo Mavortius et de sa femme Cornelia Severa.
Il était vicarius Urbis de Rome en 365.
Il s'est marié avec Antonia Marcianilla, fille de Antonius Marcellinus, vir consularis, et de sa femme Pontia Privata, petite-fille paternelle de Antonius Marcellinus et petite-fille maternelle de Pontius Paulinus, père de Pontius Paulinus. Leurs enfants sont Flavius Egnatius Severus, père de Flavius Avitus Marinianus, et Egnatia Avita Severa, femme de Flavius Eparchius Philagrius.